# Richard Meinertzhagen
El coronel Richard Meinertzhagen  (3 de marzo de 1878 - 17 de junio de 1967), fue un soldado, oficial de inteligencia y ornitólogo británico. Tuvo una carrera militar condecorada en África, donde se le atribuyó la creación y ejecución de la operación engañosa Haversack Ruse. Mientras que las primeras biografías ponían a Meinertzhagen como maestro de la estrategia militar y del espionaje, obras posteriores como El misterio de Meinertzhagen, lo presentaron como un fraude por inventar historias de sus hazañas y se especuló que también fuera un asesino. También poseía en su tiempo la mayor colección privada de especímenes de aves y escribió algunos trabajos estándar sobre ornitología. Su biógrafo Brian Garfield lo acusó de que su colección de aves fue parcialmente robada o manipulada en términos de origen. También con respecto a las aventuras militares y del servicio secreto en sus diarios, lo acusó de numerosas exageraciones y afirmaciones falsas.Los diarios se encontraron y se han tenido durante mucho tiempo como fuente confiable.

## Origen y juventud
Meinertzhagen nació en una familia británica adinerada y que pertenecía a la aristocracia financiera. Su padre, Daniel Meinertzhagen, fue jefe de la dinastía de banca comercial Frederick Huth & Co., que tenía una reputación internacional y se convirtió en socio en 1850, un biógrafo afirmó en la introducción de su libro, que era el segundo banco comercial en importancia después del de los Rothschild. Su madre fue Georgina Potter, hermana de Beatrice Webb, cofundadora de la London School of Economics. El apellido de Meinertzhagen deriva de Meinerzhagen en Alemania, hogar de sus antepasados. Durante la Primera Guerra Mundial, aparentemente en un intento por superar la desenfrenada germanofobia, Meinertzhagen inventó la ficción de tener ascendencia danesa. Por parte de su madre —la rica familia Potter—, era de ascendencia inglesa. Entre sus relaciones estaban «muchos de los personajes con títulos, ricos e influyentes de Gran Bretaña». Aunque tenía sus dudas, también afirmó ser un descendiente distante de Felipe III de España. Su sobrina, Teresa Georgina Mayor (1915-1996), se casó con Nathaniel Victor Rothschild, 3er Barón Rothschild.

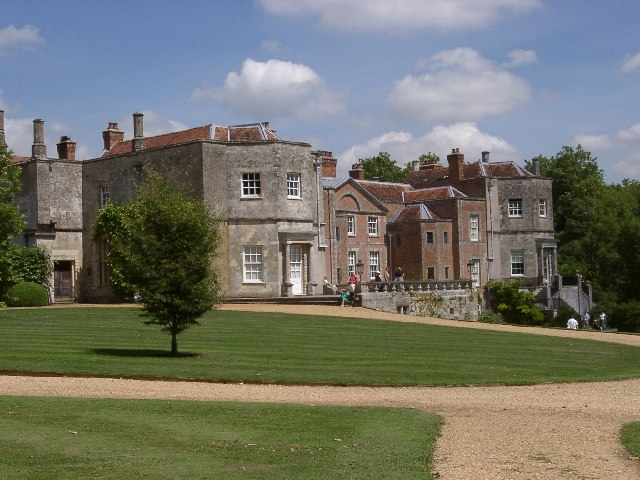
Abadía de Mottisfont, sede de la familia Meinertzhagen.

Cuando Meinertzhagen tenía siete años, la familia adquirió y se mudó al antiguo monasterio de Mottisfont, Romsey, en el Test Valley de Hampshire. Esto incluía una propiedad de 800 hectáreas, que era mantenida por numerosos sirvientes. Aquí Meinertzhagen aprendió a cazar y se convirtió en un ávido observador de aves. Afirma haber hecho largas caminatas con el filósofo Herbert Spencer y con el amigo familiar y ferviente empirista Charles Darwin que habría sostenido en sus rodillas a Meinerzhagen, de hecho, Darwin conocía a la sufragista Beatrice Webb porque era su tía. 
Spencer llevaría a los jóvenes Richard y Daniel a pasear por la casa de la familia de la Abadía de Mottisfont, instándolos a observar e indagar sobre los hábitos de las aves. Alrededor de 1887 mantuvieron una mascota gavilán, que fue llevada a Hyde Park para que se alimentara de gorriones.  Daniel se interesó en la ilustración de aves por lo que se pusieron en contacto con Archibald Thorburn y condujo a la realización de una introducción para Joseph Wolf y George Edward Lodge. Se conocieron y encontraron por primera vez con Richard Bowdler Sharpe en el Museo de Historia Natural (Londres) en 1886 y «notaron que le gustaba mucho animar a los niños, mostrándoles las colecciones de aves».
El joven Richard fue enviado como estudiante de internado a la Escuela Aysgarth en el norte de Inglaterra, luego se inscribió en Fonthill en Sussex y finalmente en la Harrow School, donde su estancia se superpuso con la de Winston Churchill. En 1895, a la edad de dieciocho años, obedeció de mala gana los deseos de su padre de unirse al banco de la familia como empleado. Fue asignado a oficinas en Colonia y Bremen. Allí aprendió el idioma alemán, pero se mantuvo desinteresado por la banca. Después de regresar a la oficina central del banco en Inglaterra en 1897, recibió la aprobación de su padre para unirse a una milicia territorial de soldados de fin de semana llamada Hampshire Yeomanry. En 1911 se casaría con Armorel, la hija del coronel Herman Le Roy-Lewis, quien comandaba el Hampshire Yeomanry.

## Carrera militar

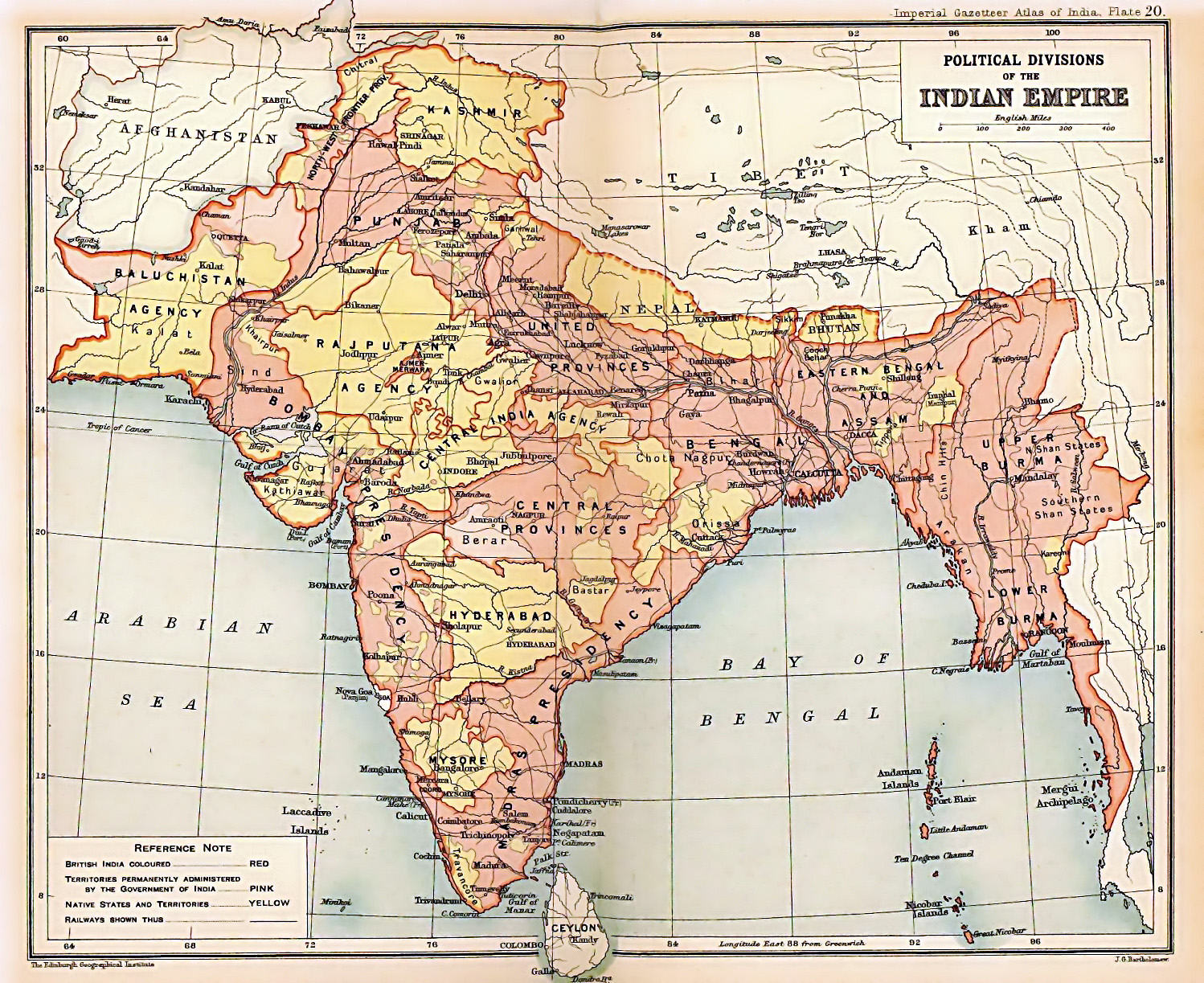
Mapa del Imperio Indio Británico en 1909.

Al carecer del deseo de hacer una carrera en la banca mercantil, Meinertzhagen realizó los exámenes para una comisión en el ejército británico, y después de su entrenamiento en Aldershot fue nombrado como teniente segundo en los Royal Fusiliers el 18 de enero de 1899. Fue enviado a la India para unirse a un batallón de su regimiento.
Además de soldado de regimiento de rutina, participó en la caza mayor, trasladado por baja de enfermedad a Inglaterra, después de la recuperación, fue enviado al batallón reubicado en Mandalay, Birmania. Fue ascendido a teniente el 8 de febrero de 1900. Luego comenzó su «campaña de fervor» para un traslado a África, y en abril de 1902 fue secundado para prestar servicio en la Oficina de Relaciones Exteriores. que lo adjuntó al 3er Batallón (África Oriental) de «Rifles Africanos del Rey». Al mes siguiente finalmente llegó a Mombasa en el África Oriental Británica.

### África

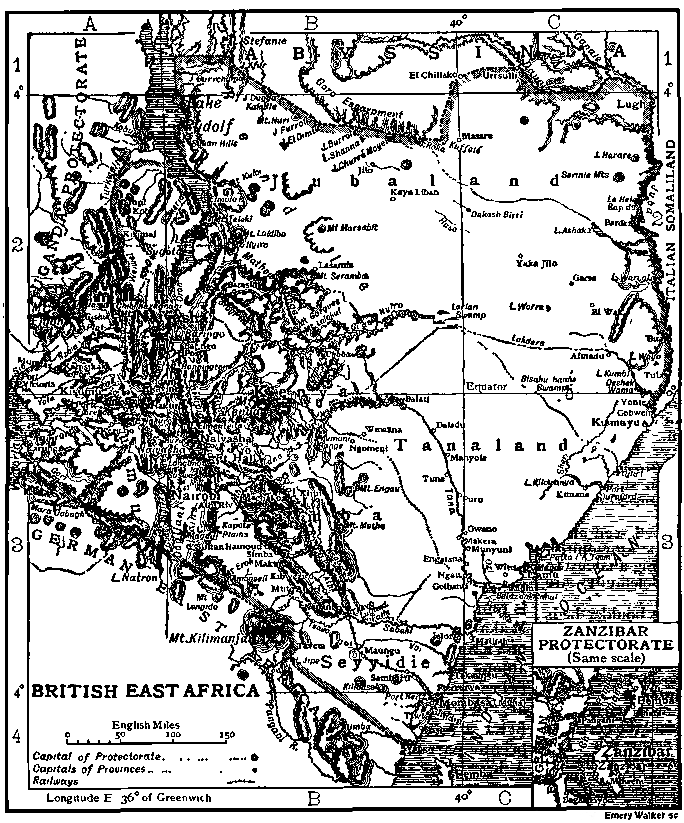
Mapa de África Oriental Británica en 1911.

Meinertzhagen fue asignado como oficial del personal de King's African Rifles (KAR). Nuevamente, participó en la caza mayor, pero «se consideró a sí mismo como un científico explorador primero, y únicamente de manera incidental como un soldado». Sus mapas, paisajes y dibujos de vida silvestre lo convirtieron en un artista de talento excepcional. En 1903 se le delegó la realización de un censo de animales salvajes en las llanuras de Serengeti y Athi.
Durante la asignación de Meinertzhagen en África, ocurrieron frecuentes «levantamientos y rebeliones» por parte de los nativos. Para 1903, las empresas de represalia de King's African Rifles (KAR) se centraron en la confiscación de ganado, una forma altamente efectiva de castigo, y «el KAR se convirtió en un hábil ladrón de ganado». Una de esas expediciones punitivas fue comandada por un capitán FA Dickinson del 3er KAR con la participación de Meinertzhagen, donde se capturaron más de 11,000 valores, a costa de 3 hombres muertos y 33 heridos. El recuento de cadáveres en el lado africano se estimó en 1,500 de las tribus kĩkũyũ  y Embu.

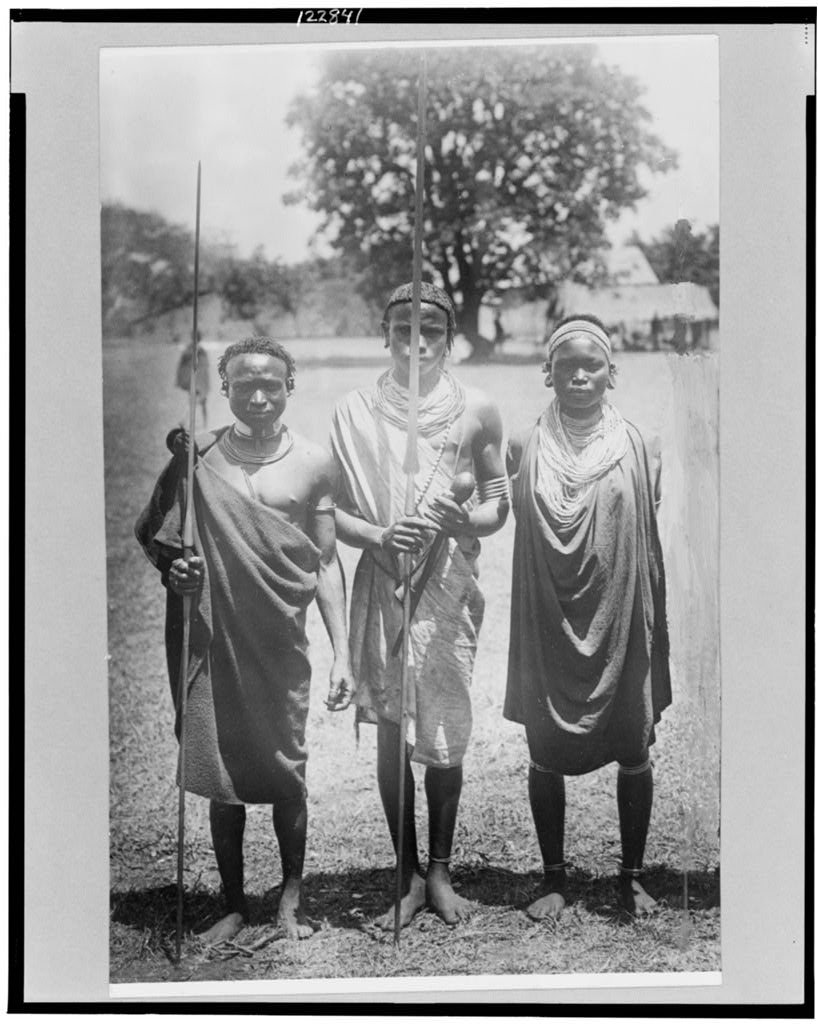
Guerreros nandi.

En las tierras altas de Kenia en 1905, Meinertzhagen aplastó una gran revuelta, la Resistencia Nandi, al matar a su líder, el nandi Orkoiyot (líder espiritual) Koitalel Arap Samoei. Organizó una reunión para negociar en la casa de Koitalel el 19 de octubre de 1905, en la que planeaba asesinarlo. Meinertzhagen le disparó a Koitalel, mientras estrechaba su mano y sus hombres dispararon a tiros a dos docenas de miembros de la tribu nandi, incluidos la mayoría de los asesores de Koitalel. Inicialmente, había sido capaz de organizar un encubrimiento y debía ser felicitado por el incidente. Se declaró en defensa propia y, finalmente, después de un tercer tribunal de investigación, fue absuelto por el oficial que lo presidía, el brig. William Manning. Meinertzhagen coleccionó artefactos tribales después de esta revuelta. Algunos de estos artículos, incluido un bastón que pertenecía a Koitalel, fueron devueltos a Kenia en 2006. La presión del Departamento Colonial sobre la Oficina de Guerra finalmente provocó la expulsión de África de Meinertzhagen, ya que «se había convertido en un símbolo negativo» y el 28 de mayo de 1906 «se encontró en un barco que regresaba a Inglaterra en desgracia y con disgusto».
El capitán Meinertzhagen luego pasó en la última parte de 1906 a «trabajos administrativos aburridos de la Oficina de la Guerra empujando papeles». Sin embargo, «... haciendo uso completo de su amplia red de contactos de altos grados» pudo rehabilitarse y fue asignado al Tercer Batallón de Fusileros en Sudáfrica, llegando a Ciudad del Cabo el 3 de febrero de 1907. Sirvió allí en 1908 y 1909, luego en Mauricio. En 1913, estaba de nuevo en la India.

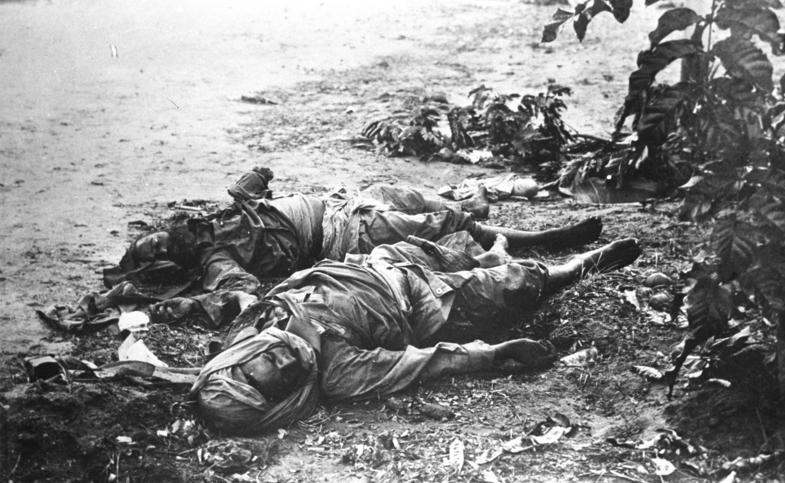
Soldados indios muertos en la playa de Tanga.

Al comienzo de la Primera Guerra Mundial , fue enviado al personal de inteligencia de la Fuerza Expedicionaria de la India Británica. Sus habilidades para hacer mapas fueron muy valoradas y reconocidas, aunque sus evaluaciones de la fortaleza de Schutztruppe alemán y otras contribuciones a la conducción de la Batalla de Tanga y la Batalla de Kilimanjaro fueron un completo fracaso. Desde enero de 1915 hasta agosto de 1916, Meinertzhagen tuvo el cargo de jefe de inteligencia militar británica para el África Oriental en Nairobi. Sus registros diarios de esta campaña contienen duras evaluaciones de los oficiales superiores, del papel desempeñado por la Royal Navy y de la calidad de las unidades indias enviadas a África oriental. Fue galardonado con la Orden del Servicio Distinguido en febrero de 1916. En noviembre de este mismo año, el general Jan Smuts le ordenó volver a Inglaterra.

### Engaño de la Mochila - Haversack Ruse
El nombre de Meinertzhagen se encuentra en el mundo de habla inglesa, pero especialmente con el llamado Haversack Ruse "engaño de la mochila".

En 1916 fue trasladado a Egipto como jefe de la Sección de Inteligencia del general Allenby y fue responsable de la célebre "Haversack Ruse" antes de la tercera batalla de Gaza, cuando se internó en tierra de nadie y, fue perseguido por los turcos, fingió estar herido y soltó una mochila que contenía dinero, varias cartas y papeles manchados de sangre que proporcionaron información engañosa y bien diseñada sobre la dirección del ataque de Allenby.

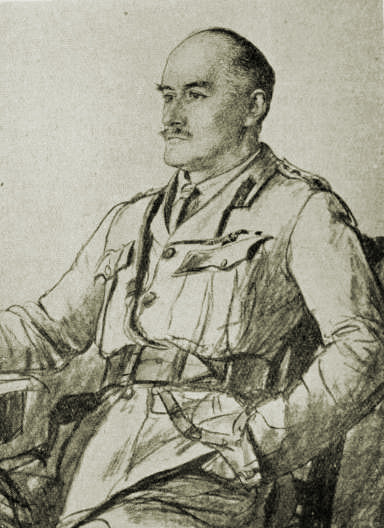
El General Edmund Allenby c. 1917

Esta maniobra de engaño realmente tuvo lugar, excepto que Meinertzhagen no estuvo involucrado. Durante la campaña del Sinaí y Palestina de la Primera Guerra Mundial, un cuerpo expedicionario británico bajo el mando Edmund Allenby planeaba invadir Palestina. Procedía del  desierto del Sinaí, y la ruta hacia Palestina estaba bloqueada por el fuerte en Gaza, que estaba a cargo de las tropas otomanas con asesores militares alemanes. Al este se extendía el  desierto del Negev, y la única forma de conseguir agua era en Beerseba, que también estaba defendida por tres divisiones. Allenby únicamente podía operar dentro del área servida por el Sinaí Railway a través de Suez.
Para engañar a los comandantes otomanos, el Haversack Ruse se organizó en septiembre de 1917. Un oficial británico «perdió» una mochila de comida a la vista de una patrulla turca, que contenía un billete de 20 libras —mucho dinero en ese momento—, una carta de su esposa anunciando el nacimiento del hijo, así como los planes militares de Allenby; según los británicos, el ataque, cuyo impacto estaría dirigido contra Gaza, se pospuso hasta fin de año. Únicamente se llevaría a cabo un ataque de distracción contra Beerseba. Como resultado, el general australiano reubicó a Harry Chauvel y sus tropas de caballería en la noche antes en Beerseba y conquistaron el lugar en un ataque sorpresa. Con Beerseba en manos británicas, se aseguraron el suministro de agua a la fuerza expedicionaria, y Allenby pudo conquistar Jerusalén antes de Navidad.
El comandante alemán, el general Kress von Kressenstein, declara en sus memorias que no se dejó engañar por el «engaño de la mochila» porque se había descartado un aplazamiento de los ataques en la temporada de lluvias. En el lado alemán y otomano el ataque a Beersheba se hizo por razones logísticas como sin esperanza. Meinertzhagen aún adornaba la historia, explicando que había sobrevivido a un accidente de avión cuatro días antes de la haversack ruse. Que él mismo era el jefe del reconocimiento militar de Allenby, y en su libro Army Diary («Diario del ejército») cita numerosos documentos que supuestamente demuestran que había ejecutado la artimaña de la mochila. De hecho, Meinertzhagen tenía una posición subordinada de mayor, no del personal de Allenby, sino del  MI-7, responsable de la censura y la propaganda, y su trabajo principal consistía en la preparación de mapas en lo que demostró un excelente dominio.
La historia de la mochila con Meinertzhagen como personaje principal se ha mencionado en muchos libros de historia, y ha sido ilustrada en la película australiana de The Lighthorsemen.
Si bien la participación de Meinertzhagen en este engaño ha sido descartada —es posible que no la haya planeado ni ejecutado—, sus historias sobre el truco en sí tendrían un gran impacto en los eventos de la Segunda Guerra Mundial. Inspiró a Winston Churchill a crear la Sección de Control de Londres, que planificó innumerables campañas de engaños de los Aliados durante la guerra, y operaciones como la de Mincemeat y desviaciones que cubren el Día D fueron influenciadas por el Haversack Ruse.

### Reservas de inteligencia militar
Otra historia de 1917 se refiere a un número de espías árabes sospechosos de vagar a través de las líneas británicas disfrazados. Atrapó a un par de árabes y les sacó la información de su pagador otomano, un comerciante que vivía en Beerseba. Meinertzhagen le envió dinero con un árabe que sabía que hablaría. El mercader fue ejecutado por los turcos. «Cerca del final de 1917, al no haber participado en ninguna batalla, se le ordenó regresar a Inglaterra para su reasignación [y] encontró el deber de oficina tan lúgubre como siempre».
Meinertzhagen se indignó por las continuas salidas para bombardear el campamento enemigo, dado que las bombas siempre perdían su objetivo, y los inestimables aviones de reconocimiento eran derribados, y con vidas perdidas. En una de esas incursiones llegaron a caer ocho aviones. Desde el punto de vista de la inteligencia, no tenía sentido que los alemanes apuntaran tan bien sin obtener a cambio ninguna ganancia general. Odiaba la idea de que la Ciudad Santa de Jerusalén sería bombardeada desde el aire, y expresó su indignación cuando esto ocurrió. Por ejemplo, el bombardeo de la sede del enemigo en el Monte de los Olivos. Pero Allenby le dijo que había que inducir a los turcos a escapar de Jerusalén, hacia el norte si era posible, por lo que se estableció un límite en una zona de no combate de 6 millas para facilitar su vuelo.

### Palestina e Israel
Desde la primavera de 1918 hasta agosto, viajó entre Inglaterra y Francia, dando conferencias sobre inteligencia militar a grupos de oficiales, y luego fue asignado a Francia a tiempo completo en GHQ. Después del armisticio, asistió a la Conferencia de Paz de París (1919) y fue el oficial político principal de Edmund Allenby, involucrado en la creación del Mandato británico de Palestina, que finalmente llevó a la creación del estado de Israel. En la película A Dangerous Man: Lawrence After Arabia (1990), que describió la Conferencia de Paz de París, Meinertzhagen fue un personaje importante y fue interpretado por Jim Carter. Sus diarios inéditos apuntan, entre otras hazañas, a un exitoso intento de rescate de una de las grandes duquesas zaristas-rusas, posiblemente Tatiana.
En el informe de agosto de 1920 de la Comisión Palin, Meinertzhagen fue atacado por un presunto sesgo:

... queda bastante claro a partir de la propia declaración del Coronel Meinertzhagen de que lo que exige no es una posesión igual de las escalas, sino un sesgo definitivo a favor de los sionistas. Es totalmente incapaz de apreciar la justicia del caso nativo, que descarta desdeñosamente como «superficialmente justificable», porque a su modo de ver, el árabe es una persona muy inferior ... Está bastante claro que, al igual que en uno o dos casos desafortunados, ciertos funcionarios individuales han traicionado prejuicios antisionistas, por lo que el Coronel Meinertzhagen llegó con un prejuicio antiárabe definido y un prejuicio a favor del sionismo y formó su opinión únicamente de los sionistas. Es posible que el desafortunado ejemplo del Coronel Gabriel lo arrojara violentamente al campo opuesto; hay algo significativo en su admisión a Brig. El general Waters Taylor dijo que creía que era el candidato del Dr. Weizmann. Un examen cuidadoso del temerario campeonato de la causa sionista del Coronel Meinertzhagen no logra convencer a la Corte de que ha contribuido significativamente a la prueba del sesgo general acusado contra los funcionarios de la Administración del Territorio Enemigo OcupadoOETA (S), mientras que las indiscreciones del Coronel Meinertzhagen en una gira que aparentemente estaba destinada a conciliar con los árabes, revelarlo como un agente que, sin embargo, capaz de hacer un buen trabajo en otras esferas está singularmente fuera de lugar en el Este.—- Informe de la Comisión Palin, agosto de 1920.

El historiador israelí Tom Segev considera a Meinertzhagen como «un gran antisemita y un gran sionista», citando de su diario de Medio Oriente: "Estoy imbuido de sentimientos antisemitas. De hecho, fue un día maldito que permitió que judíos y no cristianos introdujeran en el mundo los principios del sionismo y eso permitió que los cerebros judíos y el dinero judío lo consiguieran, casi sin ayuda de los cristianos, salvo un puñado de entusiastas en Inglaterra ".
Meinertzhagen fue y es considerado, sin embargo, un amigo verdadero y valioso del sionismo. "El 3 de diciembre de 1947, cuatro días después de que la ONU votara a favor de la partición en Palestina, Jaim Weizmann, primer presidente del Estado de Israel moderno, envió un cable al coronel Richard Meinertzhagen para decirle: «A usted, querido amigo, le debemos tanto, que únicamente puedo expresarlo en palabras sencillas: que Dios te bendiga».
En la biografía de Weizmann escribió sobre Meinertzhagen:

En nuestra primera reunión, me contó la siguiente historia de sí mismo: había sido un antisemita, aunque todo lo que había sabido acerca de los judíos había sido lo que había recogido en algunos libros casuales y antisemitas. Pero también había conocido a algunos judíos ricos, que no habían sido particularmente atractivos. Pero luego, en el Cercano Oriente, se había encontrado con Aaron Aaronsohn, un judío palestino, también un hombre de gran coraje e inteligencia superior, dedicado a Palestina. Aaronson fue un botánico y el descubridor del trigo silvestre. Con Aaronson, Meinertzhagen tuvo muchas conversaciones sobre Palestina, y quedó tan impresionado por él que cambió de opinión por completo y se convirtió en un ardiente sionista, que ha permanecido hasta el día de hoy. Y eso no únicamente en palabras. Cada vez que pueda prestar un servicio a los judíos o a Palestina, hará todo lo posible para hacerlo.-Meinertzhagen, Richard. Middle East Diary, Londres: Cresset Press, 1959, pp. 180-181

Meinertzhagen escribió en su libro, Middle East Diary: «Pero gracias a Dios he vivido para ver el nacimiento de Israel. Es uno de los eventos históricos más grandes de los últimos 2,000 años y, gracias a Dios, he tenido el privilegio de ayudar de una manera pequeña a este gran evento que, estoy convencido, beneficiará a la humanidad». En 1973, Middle East Diary fue publicado en hebreo, traducido por Aharon Amir.

### Diarios personales
Meinertzhagen fue un creador de diarios prolífico y publicó cuatro libros basados en estos diarios. Sin embargo, su diario de Middle East Diary contiene entradas que son probablemente ficticias, incluidas las de Thomas Edward Lawrence y los saludos absurdos con respecto a Adolf Hitler. En octubre de 1934, Meinertzhagen afirmó haberse burlado de Hitler en respuesta a su «desconcierto cuando Hitler levantó el brazo en el saludo nazi y dijo: 'Heil Hitler'. Después de pensarlo un momento, Meinertzhagen dice que levantó su propio brazo en un saludo idéntico y proclamó 'Heil Meinertzhagen'» Afirmó haber llevado una pistola cargada en el bolsillo de su abrigo en una reunión con Hitler y Ribbentrop en julio de 1939 y estaba «seriamente preocupado» por no disparar cuando tuvo la oportunidad, agregando «... [Si] esta guerra estalla, como estoy seguro de que lo hará, entonces me sentiré muy culpable por no haber matado a estos dos.»

## Fechas de promociones militares
- Subteniente el 18 de enero de 1899.[12]
- Teniente el 8 de febrero de 1900.
- Capitán en febrero de 1905.[48]
- Mayor en septiembre de 1915.[49]
- Brevet Teniente coronel en marzo de 1918.[50]
- Brevet Coronel en agosto de 1918; pero era un mayor cuando se retiró del ejército en 1925. Al retirarse, los oficiales británicos obtienen el título y la pensión del rango más alto que se encuentra en servicio activo, por lo que tiene derecho a llamarse «Coronel».[51]

Fue reincorporado como teniente coronel en 1939 en la Inteligencia Militar, OSG-3 (Oficial del Estado Mayor, 3er grado); la naturaleza de sus deberes se limitaba principalmente al trabajo de relaciones públicas.

## Personalidad
Meinertzhagen ha inspirado tres biografías desde su muerte en 1967. Los primeros biógrafos lo consideraron un gran estadista de espionaje y ornitología.
Thomas Edward Lawrence, un colega en algún momento en 1919 y nuevamente en 1921, lo describió de manera más ambigua y con la debida atención a su violencia:

Meinertzhagen no conocía medidas a medias. Era un lógico, idealista radical y tan poseído de sus convicciones que estaba dispuesto a uncir el mal para a la carroza del bien. Era un estratega, un geógrafo y un hombre imperioso que reía en silencio; un hombre que gozaba tanto en engañar a su enemigo (o a su amigo) mediante cualquier broma poco escrupulosa, como en machacar os sesos de cualquier muchedumbre acorralada de alemanes uno tras otro con su perilla knob-kerri africano. Sus instintos eran fomentados por un cuerpo inmensamente poderoso y un cerebro salvaje que escogía, sin que le estorbara la duda o el hábito, el mejor camino para realizar su propósito.— T. E. Lawrence, 1926.

El mismo Meinertzhagen remontó el lado «malvado» de su personalidad a un período de su infancia en el que fue sometido a graves abusos físicos por parte de un maestro sádico cuando estaba en el internado de Fonthill en Sussex.

Incluso ahora siento el dolor de ese momento, cuando algo parece dejarme, algo bueno; y algo malo entró en mi alma. Fue Dios quien me abandonó, y el diablo tomó su lugar. Pero lo que me dejó nunca ha regresado, ni tampoco he podido expulsar por completo el mal que me invadió en ese momento ... Las inmerecidas palizas y el tratamiento sádico que eran parte de mi infancia me molestó tanto que forman gran parte de mi presente. El carácter se puede remontar a Fonthill.—Richard Meinertzhag, 1964.

Gavin Maxwell escribió acerca de cómo sus padres lo asustarían a él y a otros niños para que se comportaran cuando Meinertzhagen lo visitó con «... recuerden ... él ha matado a personas con sus propias manos ...» Sálim Ali notó el odio especial de Meinertzhagen por Mahatma Gandhi y su negativa a creer que los indios podrían gobernarse a sí mismos.
En El misterio de Meinertzhagen, Garfield presenta una perspectiva más completa de Meinertzhagen como no únicamente un fraude sino también un asesino. El libro argumenta que muchos de los logros de Meinertzhagen fueron mitos, incluido el famoso incidente de saversack, que Garfield afirma que Meinertzhagen no presentó ni llevó a cabo. En otro ejemplo, Garfield investigó los registros del diario Meinertzhagen anotando tres reuniones en fechas separadas con Adolf Hitler. Aunque Meinertzhagen estuvo en Berlín en estas fechas en 1934, 1935 y 1939, Garfield no encontró documentos ni referencias de ninguna de estas supuestas reuniones en registros de la cancillería alemana, archivos de la embajada británica, informes de la inteligencia británica o periódicos de la época.
La investigación de Garfield le lleva a especular que Richard también mató a su segunda esposa, Annie (nacida Anne Constance Jackson hija del mayor Randle Jackson de Swordale, casada con Meinertzhagen en 1921), una ornitóloga, y que su muerte no fue un accidente como se reivindica y dictaminó en la corte. Ella murió en 1928 a la edad de 40 años en un remoto pueblo escocés en un incidente que oficialmente se resolvió como un tiroteo. La explicación fue que accidentalmente se disparó en la cabeza con un revólver durante la práctica de tiro sola con Richard, pero Garfield argumenta que Meinertzhagen la disparó por temor a que expusiera sus actividades fraudulentas. Storrs L. Olson ha señalado algunos errores en la investigación de Garfield, al tiempo que confirma la validez de su tono negativo general.

## Zoología

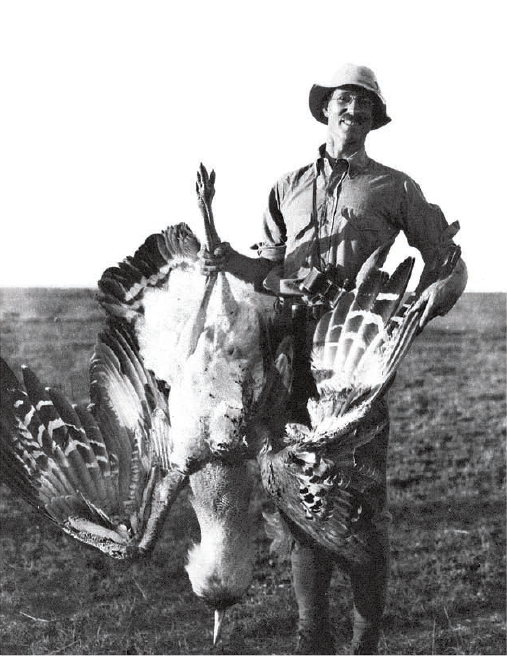
Meinertzhagen con una Avutarda kori en Nairobi (1915).

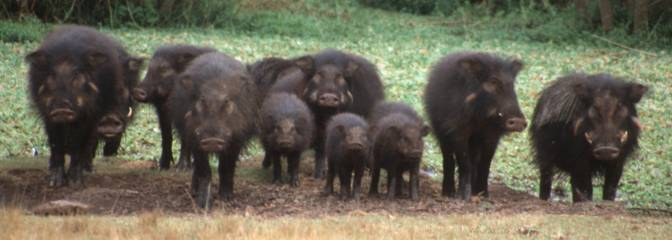
Grupo de cerdos gigantes (Hylochoerus meinertzhageni).

Como Garfield escribe, «Desde su infancia en había estado en sintonía con la naturaleza; tomó fotografías, hizo dibujos y proporcionó a los turistas en descripciones de bosques lluviosos y montañas nevadas ... descubrió nuevas especies de murciélagos —no registradas anteriormente— , aves y mallophaga ( piojos de las aves )». Se convirtió en presidente del Club de los Ornitólogos Británicos y en 1951 recibió la Medalla Godman-Salvin; El Museo de Historia Natural (Londres), nombró una sala en su honor.
Meinertzhagen «alcanzó por primera vez un poco de fama internacional cuando descubrió, mató, rellenó y envió a Londres el primer cerdo salvaje de gran tamaño de África, que a partir de su descubrimiento y atribución se le conoce con el nombre científico de Hylochoerus meinertzhageni». En ese momento, mientras estaba en servicio activo en 1903, estaba «explorando y dibujando mapas sin temor en áreas que ningún europeo había visto antes».
Editó Nicoll's Birds of Egypt en 1930. Michael J. Nicoll era amigo y director asistente del Zoológico de Guiza; Nicoll intentó escribir una guía completa sobre la ornitología de Egipto, pero murió en 1925 antes de que pudiera publicarse. El trabajo fue terminado por Meinertzhagen con contribuciones de su propia investigación e ilustraciones independientes. Se imprimió con el título «que parece apropiado», «Aves de Egipto de Nicoll por el coronel R. Meinertzhagen».
Más tarde, también descubrió relativamente tarde en 1937, el gorrión afgano en una espedición de Sálim Ali. Meinertzhagen describió formalmente la especie un año después en el Bulletin of the British Ornithologists del Club de los Ornitólogos Británicos, con nomenclatura binominal de Montifringilla theresae. Se registró que el ejemplar tipo de la especie se recolectó en el paso de Shibar, entre Bamyan y Kabul. El nombre específico conmemora a su prima y compañera, Theresa Clay.
Entre 1948–1949, Phillip Clancey lo acompañó en una expedición ornitológica a Arabia, Yemen, Aden, Somalia, Etiopía, Kenia y Sudáfrica. Como autor de numerosas obras taxonómicas y otras sobre aves, y con una vasta colección de especímenes de aves y piojos, durante mucho tiempo fue considerado uno de los más grandes ornitólogos de Gran Bretaña. Garfield, sin embargo, afirma que la obra maestra de Meinhertzhagen, Birds of Arabia (1954), se basó en el manuscrito no publicado de otro naturalista, el zoólogo estadounidense George Latimer Bates, quien ha sido insuficientemente acreditado en el trabajo.

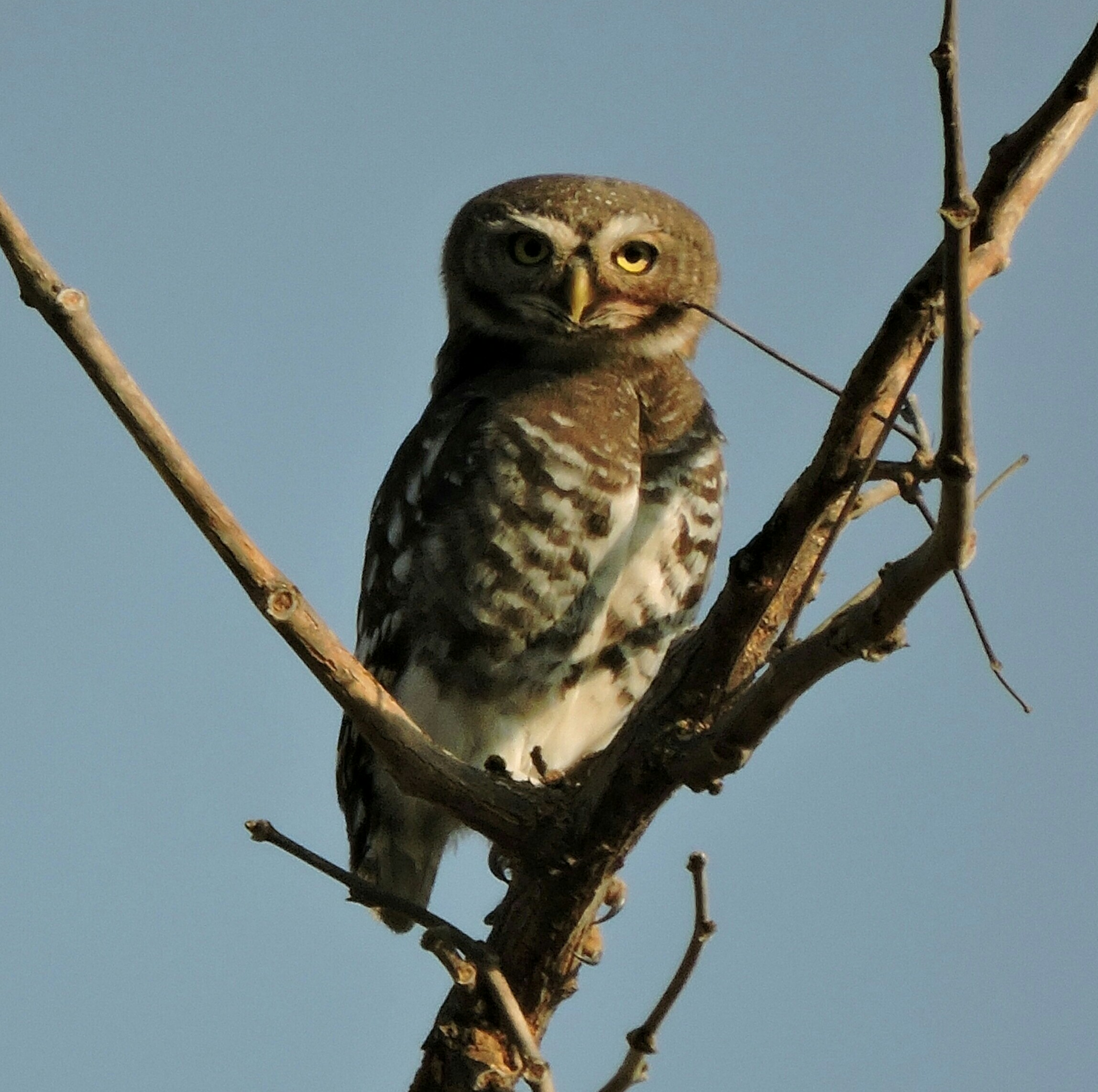
Mochuelo de bosque. Uno de os fraudes realizados por Richard Meinertzhagen.

En la década de 1990, un análisis de la colección de aves de Meinertzhagen en el Museo Zoológico Walter Rothschild en Tring, Hertfordshire, reveló un fraude a gran escala relacionado con el robo y la falsificación. Las aves reclamadas como muestras recolectadas por Meinhertzhagen coincidieron con las que habían sido reportadas como desaparecidas y el examen del estilo de preparación de la muestra y las secuencias de ADN del algodón utilizado en su interior coincidieron con el algodón utilizado en otras muestras preparadas por los recolectores del robo en especímenes. Esto también corroboró los comentarios y otras pruebas sobre el fraude de muestras. Se encontró que muchas de las muestras que él presentó como suyas faltaban las muestras pertenecientes al Museo de Historia Natural (Londres) y recogidas por otros, como Hugh Whistler. Una especie de búho, el mochuelo de bosque que se creía extinguido, fue redescubierto en 1997 con base en búsquedas realizadas en la localidad donde se recolectaron los especímenes originales. Las búsquedas del ave habían fallado antes, ya que se realizaron en una localidad falsamente reclamada por Meinertzhagen. Más investigaciones realizadas por Pamela C. Rasmussen y Robert Prŷs-Jones indican que el fraude fue incluso más extenso de lo que se pensaba.

## Obras publicadas
Meinertzhagen escribió numerosos artículos para revistas científicas como la Ibis, así como informes sobre el trabajo de inteligencia en el ejército. Los libros escritos o editados por él incluyen:
- 1930 – Nicoll's Birds of Egypt. (Ed), (2 vols). Londres: Hugh Rees
- 1947 – The Life of a Boy: Daniel Meinertzhagen, 1925–1944. Edinburgo: Oliver & Boyd
- 1954 – Birds of Arabia. Edinburgo: Oliver & Boyd
- 1957 – Kenya Diary 1902–1906. Edinburgo: Oliver & Boyd.
- 1959 – Middle East Diary, 1917–1956. Londres: Cresset Press
- 1959 – Pirates and Predators. The piratical and predatory habits of birds. Edinburgo: Oliver & Boyd
- 1960 – Army Diary 1899–1926. Edinburgo: Oliver & Boyd
- 1964 – Diary of a Black Sheep. Edinburgo: Oliver & Boyd